# カルケドン公会議

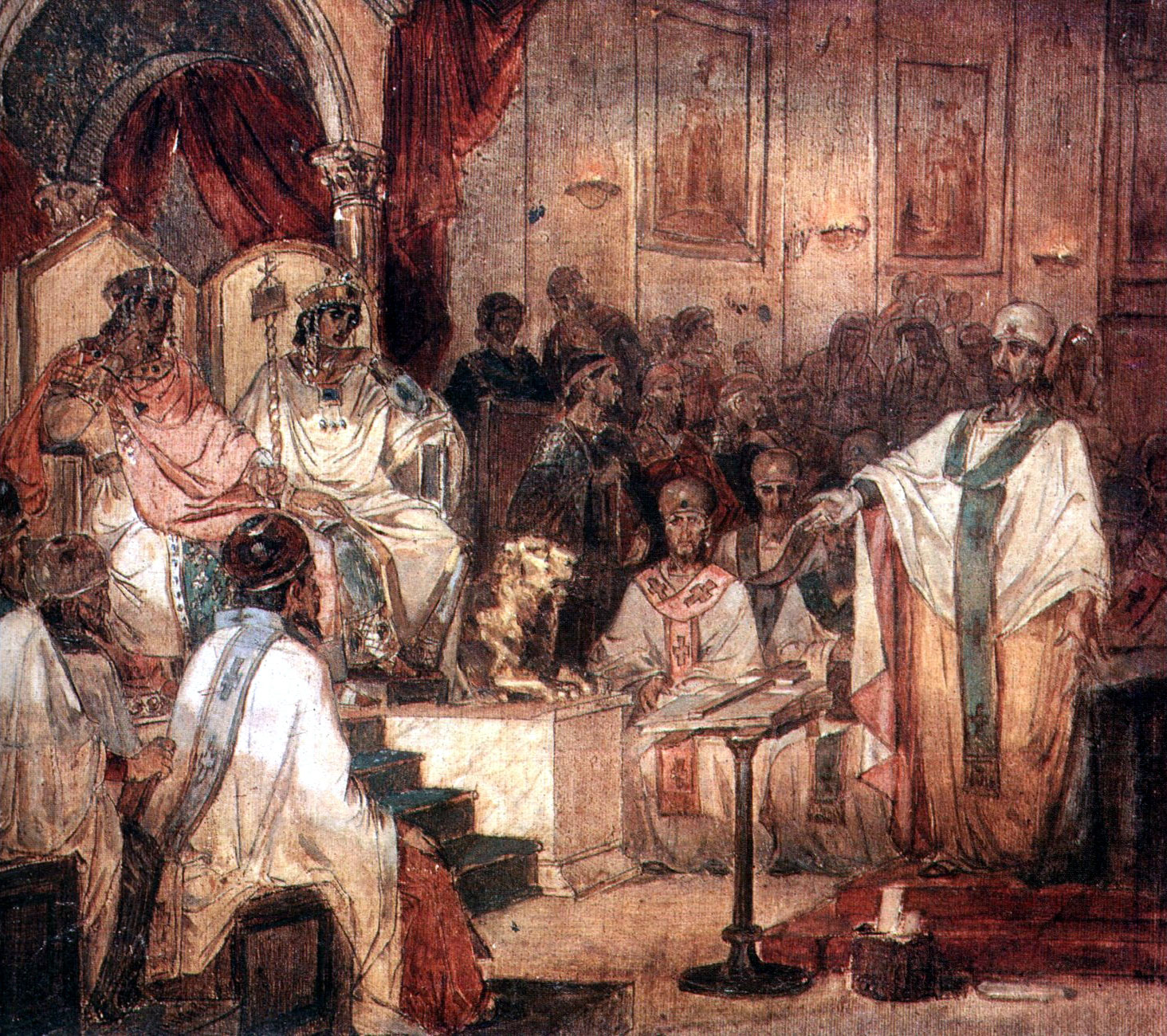
ワシーリー・スリコフ「カルケドン第四全地公会」1876年

カルケドン公会議（カルケドンこうかいぎ）は、451年10月8日から11月1日まで小アジアのビティニアの都市カルケドン（コンスタンティノポリスの対岸、現在のトルコ共和国イスタンブール市のアジア側にあるカドゥキョイ地区）において行われたキリスト教の公会議。東ローマ皇帝マルキアヌス（Marcianus）によって召集され、議長はコンスタンディヌーポリ総主教のアナトリオス（Anatolios）が務めた。キリストに神性と人性の両方があることを確認。正教会の一員たる日本ハリストス正教会では第四全地公会ともいう。

## 経緯
カルケドン公会議において第一の議題は単性論の排斥であり、両性説といわれる説を採用した。それはキリストの人性は神性に吸収されてしまったのではなく、その二つの本性を混合することも分かれることもなく、唯一の位格の中に有するという思想である。
また公会議ではネストリオス派も改めて排斥された。10月8日に単性論を採用したエフェソス強盗会議の議長であったアレクサンドリア総主教ディオスコロス（Dioscoros）が被告とされた。10月13日の第3回総会では、原ニカイア信条、ニカイア・コンスタンティノポリス信条と、ローマ教皇レオ1世（Leo I）がコンスタンディヌーポリ総主教フラヴィアノス（Flavianos）に宛てた書簡が朗読された。そして、レオ1世の書簡に基づいて23人の司教により起草されたカルケドン信条が10月22日第5回の総会で定められた。
以後キリスト教世界は、カルケドン派と非カルケドン派とに二分されることになった。

キリスト教諸教派の成立の概略を表す樹形図。ギリシャ正教から上の諸教派がカルケドン信条を承認したカルケドン派にあたる。